# Let 3
Let 3 («Let tri»; en castellano, «Vuelo 3») es una banda de rock moderno de Rijeka, Croacia, formada en 1987. Los líderes son Damir "Mrle" Martinović y Zoran "Prlja" Prodanović. La banda es popular en Croacia y otras antiguas repúblicas yugoslavas debido a su enfoque original de la música rock y sus obscenas actuaciones en directo. Sus canciones a menudo contienen letras provocativas y vulgares y la banda es conocida por impactantes actuaciones en directo con mucha desnudez. En 2023, fueron seleccionados como representantes de Croacia en el Festival de la Canción de Eurovisión 2023 con su canción "Mama ŠČ!".

## Historia
El 9 de diciembre de 2022, Let 3 fue anunciado como uno de los 18 participantes en Dora 2023, el concurso nacional de Croacia para seleccionar la candidatura del país de cara al Festival de la Canción de Eurovisión 2023, con la canción "Mama ŠČ!". El 11 de febrero de 2023, Let 3 ganó el festival Dora con un total de 279 puntos, obteniendo así el derecho de representar a Croacia en el certamen europeo celebrado en Liverpool.

## Miembros de la banda
Let 3 cambia habitualmente sus miembros. Los actuales son:
- Damir Martinović (Mrle) - bajo, efectos, voz
- Zoran Prodanović (Prlja) - voz
- Ivan Bojčić (Bin) - batería
- Dražen Baljak (Baljak) - guitarra, mandolina
- Matej Zec (Knki) - guitarra, pistas de acompañamiento

Los exmiembros de la banda son:
- Branko Kovačić (Husta) - batería, percusión
- Kornelije Đuras (Korni) - teclados, muestras
- Ivan Šarar (Faf) - teclados, programación, muestras
- Ivica Dražić (Miki) - guitarra, voz
- Nenad Tubin - batería, voz
- Igor Perovic (Gigi) - guitarra
- Zoran Klasić (Klas) - guitarra, voz
- Orijen Modrusan - guitarra
- Alen Tibljaš - batería
- Marko Bradaschia - batería
- Dean Benzia - batería
- Siniša Banović - batería
- Ljubomir Silić - bajo
- Raoul Varljen - teclados, cuerno

## Discografía

### Álbumes
1. Two dogs fuckin' (1989)
2. El Desperado (1991)
3. Peace (1994)
4. Živi kurac (1996)
5. Nečuveno (1997)
6. Jedina (2000)
7. Bombardiranje Srbije i Čačka (2005)
8. Živa Pička (DVD) (2008)
9. Kurcem do vjere/Thank you lord (2013)
10. Angela Merkel sere (2016)

## Controversias
La banda es conocida por sus actuaciones sin precedentes, controvertidas y, a veces, obscenas. Con frecuencia usan la sexualidad para indignar al público y, a menudo, actúan desnudos, llevando puestos únicamente bozales en sus penes.
Su álbum Nečuveno (traducido como "escandaloso" o "inaudito") se distribuyó como un CD que no tenía nada grabado. No obstante, vendió 350 copias. El siguiente álbum "Jedina" (El único/a) se grabó por primera vez en una sola copia que la banda se negó a vender o distribuir. Sin embargo, la compañía discográfica decidió lanzar el álbum en versiones ligeramente diferentes. Esto provocó que la banda organizara un (falso) suicidio por fusilamiento en la plaza Ban Jelačić de Zagreb a modo de protesta.
A finales de 2000, la banda inauguró una estatua llamada Babin kurac (traducción: pene de la abuela). El monumento tenía cuatro metros de altura y estaba hecho de bronce, y representaba a una abuela con un vestido con pechos, bigote y un pene de un metro de largo. Se exhibió en varias ciudades de Croacia.
Un vídeo para su sencillo "Rado ide Srbin u vojnike (Pička)" ("Con mucho gusto el serbio se alistará (Coño)"), una obra de teatro sobre la canción de Josip Runjanin "Rado Srbin ide u vojnike" para el álbum de 2005 Bombardiranje Srbije i Čačka, incluye extras vestidos con trajes nacionales serbios y albaneses masturbándose. El álbum estaba destinado a ser una parodia del machismo y el militarismo de los Balcanes, y la banda declaró: "Queríamos crear un álbum de lo que más teme la gente aquí; el campesinado... y la pornografía".
En diciembre de 2006, la banda fue sancionada por la policía después de un concierto al aire libre en Varaždin, donde realizaron su espectáculo habitual (que incluía desnudez parcial). La banda se defendió aludiendo que no estaban desnudos porque tenían corchos en las nalgas, argumento que no convenció al juez. Así, el tribunal los declaró culpables y multó a cada miembro de la banda con el equivalente a 350 kunas (aproximadamente 50 euros).
El 14 de diciembre de 2008, el programa de entrevistas en directo Nedjeljom u 2, que contó con dos de los miembros de la banda, terminó nueve minutos antes después de que los miembros de la banda simularan la expulsión de un corcho por el recto.

## Premios
- Porin 1997 - Mejor composición vocal o instrumental original para teatro, cine y/o televisión - "Pipi", Let 3
- Porin 2001 - Mejor disco de rock alternativo - Jedina, Let 3
- Crni Mačak 2001 - Intérpretes del año - Let 3
- Crni Mačak 2001 - Canción del año - "Profesor Jakov", Let 3
- Zlatna Koogla 2006 - Álbum del año - Bombardiranje Srbije i Čačka, Let 3
- Zlatna Koogla 2006 - Banda del año - Let 3
- Zlatna Koogla 2006 - Intérprete del año - Prlja, Let 3
- Zlatna Koogla 2006 - Videopot del año - "Rado ide Srbin u vojnike (Pička)", Let 3 (dirigida por Dalija Pintarić)
- Zlatna Koogla 2006 - Productor del año - Iztok Turk and Mrle, Bombardiranje Srbije i Čačka, Let 3
- Zlatna Koogla 2006 - Mejor portada de álbum - Bombardiranje Srbije i Čačka, Let 3 (diseño de Mrle y Stipe/Smart 69)
- Porin 2006 - Mejor álbum de música rock - Bombardiranje Srbije i Čačka, Let 3
- Porin 2006 - Vídeospot del año - "Ero s onoga svijeta", Let 3